# Aaron Gillespie Will Make You a Star
Aaron Gillespie Will Make You a Star è un film del 1995 diretto da Massimo Mazzucco.
Il regista ha curato anche la sceneggiatura insieme a Michael Capellupo e Scott Trost. 
Presentato al Montreal World Film Festival del 1996 . Pellicola finalista all'Hollywood Film Festival del 1997 .
Il film, le cui riprese sono state realizzate a Los Angeles, è un'amara satira sul mondo degli aspiranti attori ad Hollywood.

## Trama
Un giovane desidera fortemente diventare una star del cinema. Per questo motivo arriva ad Hollywood dove si iscrive alla scuola di recitazione del "guru" Aaron Gillespie. Gli viene promesso il successo. Ma i metodi di insegnamento sono davvero poco ortodossi.